# Obrowo (gmina)
Obrowo (do 1868 gmina Osiek nad Wisłą; 1929-54 gmina Czernikowo, 1973 gmina Dobrzejewice) – gmina wiejska w Polsce położona w województwie kujawsko-pomorskim, w powiecie toruńskim. W latach 1975–1998 gmina administracyjnie należała do województwa toruńskiego.
Siedzibą gminy jest Obrowo.
Według danych z 31.12.2018 gminę zamieszkiwały 16 652 osoby. Natomiast według danych z 31 grudnia 2019 roku gminę zamieszkiwały 17 753 osoby. W latach 2004–2020 liczba ludności wzrosła o 94,86%, co dało jej 10 miejsce w kategorii gmin wiejskich.

## Historia
| Data                    | Gmina A               | Gmina B            |
| ----------------------- | --------------------- | ------------------ |
| 17 I 1867               | gmina Osiek nad Wisłą | gmina Dobrzejewice |
| 20 II 1868              | gmina Obrowo          | gmina Dobrzejewice |
| 8 IV 1929 (do 4 X 1954) | gmina Czernikowo      | gmina Dobrzejewice |
| 1 I 1973                | gmina Czernikowo      | gmina Dobrzejewice |
| 6 X 1973                | gmina Czernikowo      | gmina Obrowo       |

## Struktura powierzchni
Według danych z roku 2002 gmina Obrowo ma obszar 161,97 km², w tym:
- użytki rolne: 55%
- użytki leśne: 37%

Gmina stanowi 13,17% powierzchni powiatu.

## Demografia

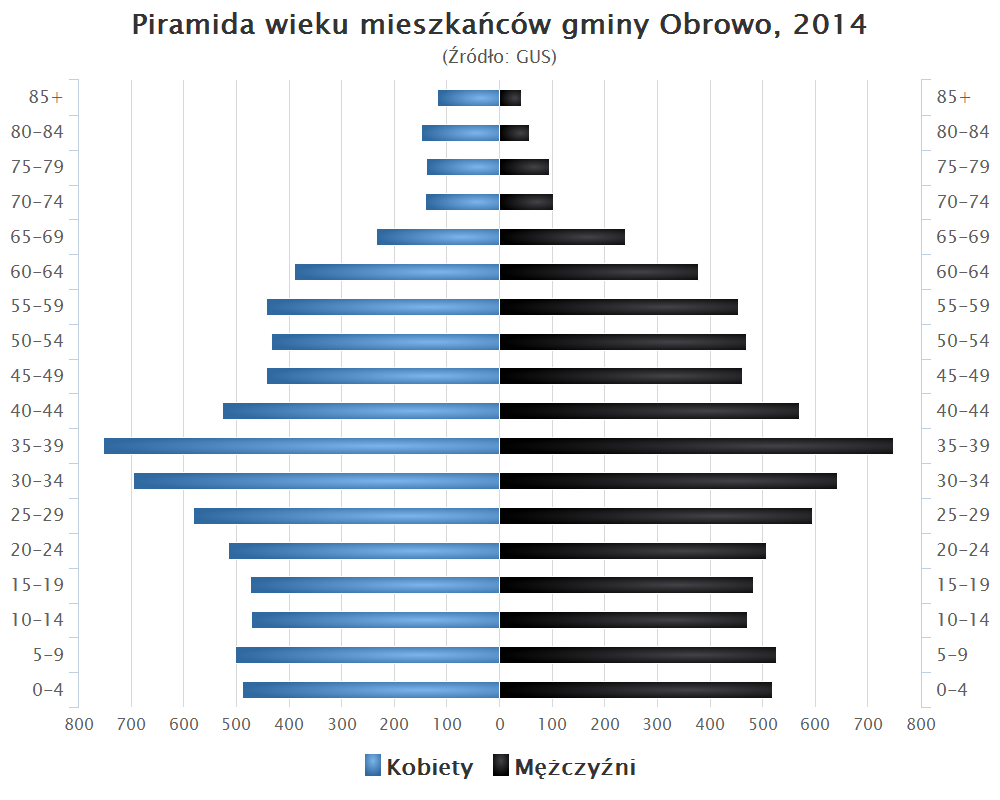
Piramida wieku mieszkańców gminy Obrowo w 2014 roku

Dane z 30 czerwca 2014:
| Opis                              | Ogółem | Ogółem | Kobiety | Kobiety | Mężczyźni | Mężczyźni |
| --------------------------------- | ------ | ------ | ------- | ------- | --------- | --------- |
| jednostka                         | osób   | %      | osób    | %       | osób      | %         |
| populacja                         | 14536  | 100    | 7338    | 50,5    | 7198      | 49,5      |
| gęstość zaludnienia (mieszk./km²) | 65     | 65     | 32,8    | 32,8    | 32,2      | 32,2      |

## Zabytki
Wykaz zarejestrowanych zabytków nieruchomych na terenie gminy:
- zespół kościelny parafii pod wezwaniem św. Wawrzyńca w Dobrzejewicach, obejmujący: kościół z lat 1891-93; ogrodzenie; brama, nr A/1548/1-2 z 12.01.2010 roku
- zespół kościelny parafii pod wezwaniem św. Piotra i Pawła w Łążynie, obejmujący: kościół z 1848 roku; cmentarz przykościelny, nr A/1277/1-2 z 3.04.2007 roku
- zespół dworski w Łążynie, obejmujący: drewniany dwór z początku XVII w. (nr 406 z 23.08.1982); park dworski z XVII-XIX w. wraz z alejami lipową i grabową (nr 408 z 06.09.1982)
- park dworski z końca XIX w. w Obrowie, nr 462 z 14.12.1984 roku
- komora celna, obecnie budynek gospodarczy z końca XIX w. w Silnie, nr A/903 z 30.12.2005 roku.

## Sołectwa
Bartoszewo, Brzozówka, Dobrzejewice, Dzikowo, Głogowo, Kawęczyn, Kazimierzewo, Kuźniki, Łążyn, Łążynek, Obory, Obrowo, Osiek, Sąsieczno, Silno, Skrzypkowo, Smogorzewiec, Stajenczynki, Szembekowo, Zawały, Zębowo, Zębówiec.
Miejscowość bez statusu sołectwa: Łęg-Osiek

## Sąsiednie gminy
Aleksandrów Kujawski, Ciechocin, Ciechocinek, Czernikowo, Lubicz, Wielka Nieszawka